# Peloribates grandis
Peloribates grandis är en kvalsterart som först beskrevs av Rainer Willmann 1930.  Peloribates grandis ingår i släktet Peloribates och familjen Haplozetidae. Inga underarter finns listade i Catalogue of Life.